# Direção-Geral de Segurança
A Direção-Geral de Segurança (AO 1945: Direcção-Geral de Segurança) ou DGS foi um organismo português de polícia política existente entre 1969 e 1974.
Apesar das suas funções incluírem, para além da segurança do Estado, a fiscalização dos estrangeiros, o controlo das fronteiras e o combate ao tráfego ilegal de emigrantes, historicamente, a DGS foi, essencialmente, uma polícia política responsável pela repressão brutal, e sem controlo judicial, de todas as formas de oposição política ao Estado Novo.
A DGS foi criada em 1969, para suceder à Polícia Internacional e de Defesa do Estado (PIDE), pelo Decreto-Lei n.º 49 401, de 24 de Novembro de 1969, do governo de Marcello Caetano.
Foi extinta no continente e ilhas em 1974, na sequência da Revolução de 25 de Abril, pelo Decreto-Lei n.º 171/74, de 25 de Abril. No Ultramar continuou a existir até 1975, com a designação de "Polícia de Informações Militares".

## Organização
Em 1974 a Direção-Geral de Segurança organizava-se da seguinte forma:
- Direção

Diretor-Geral
Subdiretor-Geral
Inspetores-Superiores
- Conselho Técnico Superior
- Conselho da Direção-Geral
- Conselho Administrativo
- 1.ª Direcção (Direção dos Serviços de Informações)

Divisões de Informação e Contra-Informação
Divisão de Telecomunicações
Secção de Ficheiros
- 2.ª Direcção (Direção do Serviços de Investigação e Contencioso)

Divisões de Investigação
Divisão Técnica (serviços de identificação)
Secção Prisional
Contencioso (incluia a Consultadoria Jurídica)
Gabinete Nacional da Interpol
- 3.ª Direcção (Direção do Serviços de Estrangeiros e Fronteiras)

Divisão de Estrangeiros
Divisão de Fronteiras
- 4.ª Direcção (Direção dos Serviços Administrativos)

Divisão de Pessoal
Divisão de Serviços Gerais
Secção de Contabilidade
Secção de Tesouraria
Arquivo Geral
Secção de Defesa das Instalações e Material de Guerra
- Escola Técnica
- Delegações (Luanda, Lourenço Marques, Coimbra e Porto)
- Subdelegações
- Postos de Vigilância
- Postos de Fronteira